# Baptiste Lafond
Pour les articles homonymes, voir Lafond.
Pas d'image ? Cliquez ici

a Compétitions nationales et continentales officielles uniquement.

Dernière mise à jour le 24 septembre 2023.
Baptiste Lafond, né le 23 mai 1998 à Paris, est un joueur français de rugby à XV. Il évolue au poste d'ailier ou de centre au Stade niçois.

## Biographie
Fils de Jean-Baptiste Lafond, Baptiste Lafond est formé au rugby à XV en Île-de-France au RC Suresnes, il passe par les catégories jeunes du Racing Métro 92 avant de rejoindre le Stade français,.
Il obtient un bac S (Scientifique) dans un lycée de Rueil-Malmaison puis il entre en école d'ingénieurs avec prépa intégrée.
Il est retenu par le Racing 92 pour participer à la première édition du Supersevens,,,.
En 2020, il est prêté au Rouen NR,,,.